# Новгородская ТЭЦ

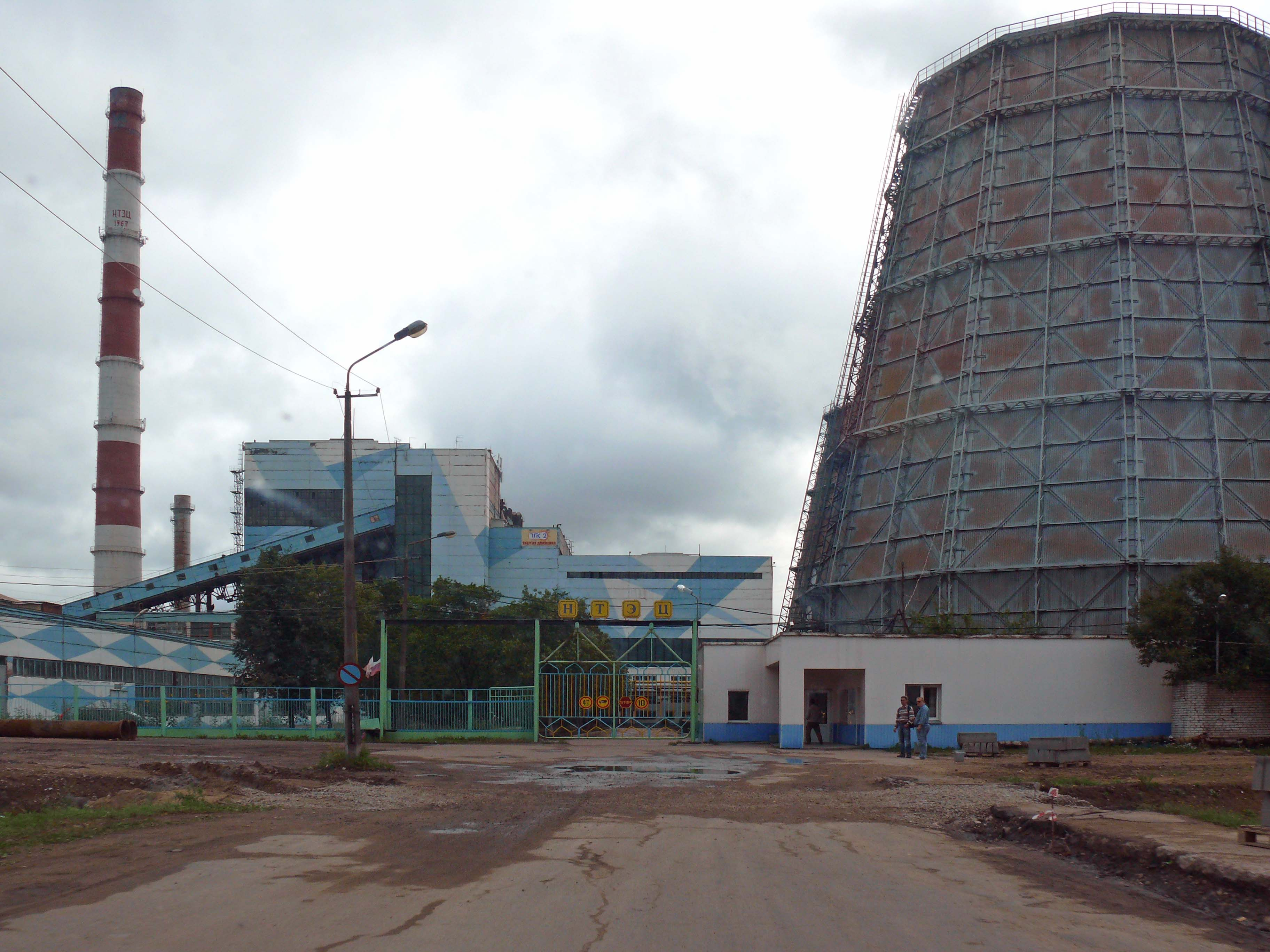
Центральная проходная Новгородской ТЭЦ

Новгородская ТЭЦ — Теплоэлектроцентраль (ТЭЦ), расположенная в г. Великий Новгород, Новгородской области. Входит в состав ПАО «ТГК-2».

## История и деятельность
Новгородская ТЭЦ введена в эксплуатацию в 1968 году и расположена в 14 км к северу от Великого Новгорода на площадке компании «Акрон». Первоначально входила в состав производственного объединения «Ленэнерго» как ТЭЦ-20. Установленная электрическая мощность составляет 361 МВт, установленная тепловая мощность — 488 Гкал/час. Основным видом топлива станции является природный газ.
Являясь единственной тепловой станцией на территории Новгородской области, ТЭЦ имеет существенное значение в экономике Великого Новгорода и области: вырабатывает более 70 % всей потребляемой в области электроэнергии и полностью обеспечивает тепловой энергией один из крупнейших в Европе химический комбинат «Акрон» (производство минеральных удобрений).
До ввода в эксплуатацию ТЭЦ Новгородская область не имела собственных генерирующих мощностей.
1960 г. — Постановление Совета Министров РСФСР о выдаче проектного задания на строительство химзавода включая ТЭЦ в городе Новгороде.
1961 г. выдано задание на проектирование ТЭЦ Рижскому отделению ВГПИ «Теплоэлектропроект».
1964 г. Разработан проект ТЭЦ на 2 турбины и 2 котла.
1964 г. лето — вырыт котлован под главный корпус.
1965 г. Построена железная дорога.
Пуск ТЭЦ состоялся 30 сентября 1968. Введены в работу котел №1 и турбина №1. Установленная мощность станции — 60 МВт. С 1 сентября того же года, станция вошла в состав производственного объединения «Ленэнерго» как ТЭЦ−20.
В 1969 введены в работу котел №2 и турбина №2, в 1970 - котел №3. Установленная мощность станции составила 110 МВт.
В 1979 году утвержден проект расширения ТЭЦ-20 до установленной мощности 190/210 МВт.
В 1984—1985 годах введено новое оборудование: котел №4 и турбина №3. Это позволило расширить производственные мощности ТЭЦ-20 до 190 МВт.
Начиная с этого периода, ТЭЦ-20 может обеспечивать до 25 % от общего объёма электропотребления Новгородской области.
На основании Указа Президента РФ от 14.08.1992 г. №922 «Об особенностях преобразования государственных предприятий, объединений, организаций топливно-энергетического комплекса в акционерные общества», учреждено ОАО энергетики и электрификации «Новгородэнерго». Новгородская ТЭЦ вошла в состав ОАО «Новгородэнерго» на правах отделения.
В соответствии с Концепцией развития электроэнергетики, с 01.04.2005 года НТЭЦ выделилась в самостоятельный конкурентный бизнес по производству электрической и тепловой энергии «Новгородскую генерирующую компанию».
1 июля 2006 года «Новгородская генерирующая компания» вошла в состав «Территориальной генерирующей компании №2»
В 2012 году на Новгородской ТЭЦ включена в работу парогазовая установка мощностью 210 МВт.

## Модернизация
Инвестиционный проект «Расширение Новгородской ТЭЦ газотурбинной установкой ГТЭ-160 с паровым котлом-утилизатором, работающим на существующую турбину ПТ-60-130/13» выполнило ЗАО «Трест Севзапэнергомонтаж».
Строительство и ввод в эксплуатацию ПГУ-210 осуществлялось в рамках инвестиционного проекта ОАО «ТГК-2». Реализация проекта началась в июле 2010 года.
До реконструкции установленная мощность Новгородской ТЭЦ составляла 200 МВт. В состав генерирующего оборудования станции входило три турбогенератора (ТГ), при этом ресурс ТГ-1 был полностью выработан. Для продления срока эксплуатации ТГ-1 было принято проектное решение включить его в состав блока ПГУ-210, состоящего из новой газотурбинной энергоустановки ГТЭ-160 производства ОАО «Силовые машины» и переведённого на пониженные параметры пара ТГ-1 (с проектной мощностью 50 МВт). Данное решение позволило значительно продлить срок эксплуатации ТГ-1 и повысить экономическую эффективность проекта в целом.
По результатам аттестационных испытаний Новгородская ТЭЦ подтвердила мощность нового блока ПГУ в размере 204 МВт. С учётом ввода новой ГТЭ-160 и изменения мощности ТГ-1 после реконструкции суммарная установленная мощность Новгородской ТЭЦ составила 344 МВт.
В рамках инвестпрограммы для обеспечения выдачи мощности ГТЭ-160 на Новгородской ТЭЦ выполнено сооружение ОРУ-330 кВ с заходом — выходом ВЛ 330 кВ Юго-Западная — Новгородская и установкой трансформатора 330/110 кВ мощностью 200 МВА.
В феврале 2012 года Северо-Западное управление Ростехнадзора выдало Территориальной генерирующей компании № 2 заключение о соответствии требованиям технических регламентов энергообъекта ПГУ-210 МВт, входящего в состав Новгородской ТЭЦ.
В апреле 2012 года успешно прошла Программа комплексного опробования, согласованная с Системным оператором, которая предусматривала непрерывную работу блока с номинальной нагрузкой в течение 72 часов, с минимальной нагрузкой в течение восьми часов, а также определение его маневренных характеристик.
Расширение Новгородской ТЭЦ газотурбинной установкой ГТЭ-160 с паровым котлом-утилизатором ведется в рамках договора о поставке мощности.
Ввод в эксплуатацию ПГУ-210 МВт позволит увеличить установленную электрическую мощность станции с 200 МВт до 350 МВт. Удельный расход топлива будет снижен на 25 %. В результате реализации инвестпроекта потребность города в электроэнергии будет удовлетворена полностью, Новгородской области — на 70 %.